# Потсдам-Миттельмарк (район)
Потсдам-Миттельмарк (нем. Potsdam-Mittelmark) — район в Германии. Центр района — город Бад-Бельциг. Район входит в землю Бранденбург. Занимает площадь 2575 км². Население — 205,1 тыс. чел. (2010). Плотность населения — 80 человек/км².
Официальный код района — 12 0 69.
Район подразделяется на 38 общин.

## Города и общины
1. Вердер (23 057)
2. Тельтов (22 410)
3. Клайнмахнов (19 835)
4. Штансдорф (14 190)
5. Белиц (11 898)
6. Михендорф (11 773)
7. Бад-Бельциг (11 291)
8. Клостер-Ленин (11 134)
9. Швиловзе (10 177)
10. Нутеталь (8803)
11. Гром-Кройц (8191)
12. Тройенбрицен (7814)
13. Визенбург (4712)
14. Зеддинер-Зе (4215)

Управление Бецзе
1. Хафельзе (3497)
2. Бецзе (2519)
3. Росков (1240)
4. Бецзехайде (662)
5. Певезин (572)

Управление Брюк
1. Брюк (3628)
2. Боркхайде (1858)
3. Борквальде (1576)
4. Гольцов (1335)
5. Планебрух (1124)
6. Линте (905)

Управление Вустервиц
1. Вустервиц (3132)
2. Бенсдорф (1246)
3. Розенау (955)

Управление Нимегк
1. Нимегк (2076)
2. Планеталь (988)
3. Мюленфлис (945)
4. Рабенштайн (873)

Управление Цизар
1. Цизар (2567)
2. Гёрцке (1360)
3. Воллин (907)
4. Гребен (579)
5. Венцлов (565)
6. Буккауталь (510)

(30 сентября 2010)